# 読谷平和の森球場
読谷平和の森球場（よみたん・へいわのもりきゅうじょう）は、沖縄県中頭郡読谷村にある野球場。読谷村が運営管理を行っている。
プロ野球・中日ドラゴンズが二軍の春季キャンプで使用している。
施設命名権により、2019年4月1日から「オキハム読谷平和の森球場」の呼称を用いる（後述）。
2022年には野球のトライアウトリーグ「ジャパンウィンターリーグ」の会場としても使用された。

## 歴史
1987年5月30日、海邦国体のソフトボール会場として建設され開場。以来、高校野球などアマチュア野球公式戦が行われている。
プロ野球では1990年、福岡ダイエーホークスが春季キャンプを実施した。しかし連日雨天に祟られた上、フィールドのコンディションが悪く周辺施設も整っていないなど問題点が多かったことから、ダイエーは僅か1年で読谷から撤退。翌1991年から春季キャンプ地は高知県高知市に移転した。
1997年より、中日が二軍の春季キャンプを実施している。
前述のソフトボール開会式で、日章旗が引き下ろされ焼かれる事件があったことでも有名。
2013年に約4億3000万円をかけ、改修が行われた。

## 施設概要
- グラウンド面積：12,804m2
- 両翼：95m、中堅：120m
- 内野：クレー舗装、外野：天然芝
- 照明設備：照明塔6基
- スコアボード：電光式
- 収容人数：5,800人(内野スタンド:3,000人、外野スタンド:2,800人)

## 命名権
2019年3月18日、読谷村に本社を置く沖縄ハム総合食品が命名権を取得し、2019年4月1日から3年間の契約（年額200万円）で、「オキハム読谷平和の森球場」の呼称を使用する。